# あいホーム
株式会社あいホームは、宮城県富谷市大清水に本拠を置く工務店である。宮城県を中心に展開する。DX推進、国内初の試みとなるスマートフォンからでもモデルハウスを内覧できるバーチャル展示場の開設などユニークな経営方針で知られる。2019年度には、宮城県北部エリアで大手ハウスメーカーを抜き、着工数1位となる。

## 概要
1959年（昭和34年）に新建材の専門店「伊藤商会」として創業。1968年（昭和43年）に「株式会社伊藤ベニヤ商会」設立。1994年（平成6年）、住宅建築・不動産取引を目的とする、「株式会社IBSハウジング」を設立。
2000年からは、住宅事業に本格参入。同年から翌2001年にかけ、住宅FC加盟店・ブライトホーム5店舗をオープン。2004年、仙台圏の分譲事業開業に伴い、「株式会社マイホーム21宮城」に社名変更。2008年には現在の「株式会社あいホーム」に社名変更。独自ブランド「あいホーム」を立ち上げ、FC店舗を4店舗開業。その後も成長を続ける。震災復興支援商品「平屋の家」（2011年）、スマートハウス「スマートな家」（2014年）、「二世帯の家」「ゆとりの家」（2015年）、ゼロエネルギーハウス「ZEHの家」（2016年）、「全館空調の家」（2022年）など独自ブランドを展開。2022年5月以降より、「耐震等級3」標準化を行うほか、「制振ダンパー」「気密測定」を全棟で標準採用。SDGsにも注力。
2020年5月に代表者に着任した伊藤謙が新型コロナウィルス禍を機にデジタルトランスフォーメーション化を推進させ、さまざまなデジタルツールを活用し、非対面のコミュニケーションに注力することで受注を伸長させた。きっかけは東日本大震災に遡り、住宅需要が膨張する中、対応できなかったことで、顧客情報を集約する「1顧客1ID」に取り組んだ。個人情報や図面、建材の仕様などを一元管理し、引き渡し後のメンテナンスにスピード感を付加したほか、電子契約を導入することで顧客の満足度を高めた。また、新卒採用にInstagramにインスタライブを活用するなど新しい取り組みを導入した。その後、事業所で使用するエネルギーの100％を太陽光などの自家発電で賄うことへの取り組みを開始。同社の取り組みは「新しい働き方セミナー」（河北新報社主催、NTT東日本宮城支店共催）でも紹介された。同年12月からは約1年の歳月をかけ「最高のホームをつくろう」とするパーパスを策定。住宅の高性能化に取り組みながら、付加価値のある商品づくりも推進し、具体的には「パッシブデザインの強化」「構造計算（許容応力度計算）の内製化と耐震等級3の実現」「機密施工品質の向上」という3つを掲げた。
年商50億円、自己資本比率51％、2022年度宮城県ビルダー着工棟数ランキング5位（宮城県内に本拠を置く企業では第2位）、県北部の大崎、栗原、登米圏内では第1位。
代表者伊藤謙には、『地域No.1工務店の圧倒的に実践する経営』～DXで生産性最大化、少数精鋭で高収益！～（日本実業出版社、ISBN 9784534058454 ）の著書があるほか、台湾でも翻訳され『室內設計公司數位經營革命』（麥浩斯、ISBN 9789864087594）として発売された

## 沿革
- 1959年（昭和34年） - 新建材の専門店「伊藤商会」を創業。
- 1968年（昭和43年） - 「株式会社伊藤ベニヤ商会」設立。
- 1994年（平成6年） - 住宅建築・不動産取引を目的とする『株式会社IBSハウジング』を設立。
- 2000年（平成12年） - 住宅事業に本格参入。住宅FC加盟店・ブライトホーム仙台北店オープン。
- 2001年（平成13年） - 住宅FC加盟店・ゴーイングホーム古川店及び仙台南店、ブライトホーム仙台東店、エースホーム仙台東店オープン。
- 2004年（平成16年） - 仙台圏の分譲事業開業に伴い、「株式会社マイホーム21宮城」に社名変更。
- 2008年（平成20年） - 「株式会社あいホーム」に社名変更。
- 2011年（平成23年） - 震災復興支援商品「平屋の家」販売開始。
- 2013年（平成25年） -　本社社屋（富谷町大清水）建設。本社・あいホーム仙台北店移転。
- 2014年（平成26年） -　スマートハウス「スマートな家」販売開始。
- 2015年（平成27年） -　あいホーム仙台北店をあいホーム本店に名称変更。「二世帯の家」「ゆとりの家」販売開始。
- 2016年（平成28年） -　ゼロエネルギーハウス「ZEHの家」販売開始。
- 2021年（令和3年） -　2月、スマートフォンからでもモデルハウスを内覧できる「あいホーム バーチャル展示場」を開設。1社単独でのバーチャル展示場は国内初の事例であった[13]。
- 2022年（令和4年） -　「全館空調の家」販売開始。
- 2023年（令和5年） 
  - 「T-BOX」「T-FLAT」「シンプルな家」販売開始。
  - 4月17日、地域連携による「東北ふるさと体験」提供開始。第1回では、宮城の酒蔵・寒梅酒造や稲作農家・結心ファームと宮城で活躍する画家・古山拓との連携によるオリジナル地酒を提供[14]。
- 2024年（令和6年） 
  - 2月、平屋の新商品『最高の平屋』リリース[15]。
  - 3月、軽量で加工しやすく耐火性・吸湿性に優れ、かつては住宅の基礎や塀、側溝などに利用された秋保石（含有孔虫浮石質角礫凝灰岩）のモニュメントをSDGs活動の象徴として本社敷地に設置[16]。
  - 5月14日、ユカリエ、エンジョイワークスと共催で不動産セミナーを開催[17]。
  - 6月29日、コラボ企画実施。ペットマガジン「ARCHE!（アルシュ）」主催の愛犬撮影会を若林店で開催。「GOOD LUCK COFFEE ROASTERS」のコーヒー試飲、コーヒーバッグの販売その他を同時実施[18][19][20]。
  - GOOD LUCK COFFEE ROASTERSとのコラボ企画を実施[21]。
  - 7月29日、伊藤謙が主催する「BRANDING MEETUP」が開催され経営者20名が参加[22]。
  - 11月、新型コロナ禍で一時閉店していた水族館前店をリニューアルオープン。「コンパクトな家」「高品位の家」「極ZEHの家」の3つのコンセプトのモデルハウスを持つ」[23][24]。
  - 12月、石巻マリンビレッジ分譲開始[25][26]。
- 2025年
  - 3月、66周年祭を各所で開催。仙台市出身の打楽器奏者MASAKingとのコラボレーショントークが行われた[27][28]。

その他

## SDGs・CSR
- SDGs（持続可能な開発目標）への取り組みに積極的で、2022年4月には全事業所の使用電力を再生可能エネルギーを提供する電力会社へ切り替えたほか、建築資材の端材を無償提供したり、無料ワークショップを開催するなどの地域活動を推進している[29][30]。
- 2024年3月、秋保石（含有孔虫浮石質角礫凝灰岩）のモニュメントをSDGs活動の象徴として本社敷地に設置[16]。
- 廃棄される建築端材を再利用し、ベンチなどの家具を製造する試みを行っている。家具にはロゴマークの刻印を入れ廃材利用を証明するが、この焼き印は代表の伊藤謙のみが押せる[31]。
- 2025年7月、栗原市の企業版ふるさと納税を活用し災害用トイレ、寝袋兼敷物を寄付。そのほか、石巻市にも100万円を寄付している[32]。

## メディア

### テレビ
- ミヤギnews every. - コロナ禍でのオンラインを利用した家づくりについて（2021年3月18日）[33]